# 含息价格
含息价格（英文：dirty price），是债券的所有未来现金流的现值，其中包括了债券自上一个支付日或本金投入日以来所累积的、将在下一个支付日支付的应付利息。
含息价格 = 除息价格 + 应付利息
债券在大多数的欧洲市场上的报价都是含息价格。这也是投资者购买债券时应付的价格。